# Opération unitaire
 (janvier 2015).

Schéma : opérations unitaires utilisées pour la production d'une chaux naturelle (exemple).

Production du PVC (procédé en suspension).

Une opération unitaire est une subdivision d'un procédé industriel qui consiste en général en une opération physique ou chimique. C'est une opération où est réalisée une seule transformation chimique ou l’extraction d’un constituant d’une solution par une seconde phase (liquide ou gazeuse) ou la séparation physique de constituants d’un mélange (distillation d’un mélange liquide) ou d’une suspension (par exemple la filtration)

## Typologie
On peut classer les opérations unitaires en trois grandes classes :
1. préparation, conditionnement et acheminement des matières premières (réactifs) ;
2. transformation chimique des réactifs en produits ;
3. séparation, purification et conditionnement des produits.

## Exemples
Voici une liste d'opérations unitaires :
- Transport de fluides / transfert thermique sur des fluides :
  - Écoulements : pompage, mesure, stockage
  - Mélange : agitation, turbulence
  - Transfert : thermique
  - Changement de phase : évaporation, condensation, fusion, cristallisation, sublimation

- Matière divisée :
  - Réduction de taille typique des objets : broyage, dispersion, gouttes/bulles
  - Augmentation de taille typique des objets : frittage, agrégation, enrobage, coalescence
  - Transport : d’une suspension, émulsion ou brouillard
  - Perméation : lit fixe, lit fluidisé, chromatographie, percolation
  - Séparation liquide/solide : séparation membranaire, sédimentation, tamisage, centrifugation, séchage
  - Séparation gaz/solide : cyclone

- Fractionnement de mélanges moléculaires :
  - Par transfert : distillation, extraction, absorption, échange d’ions, sublimation, condensation fractionnée, cristallisation, fusion fractionnée
  - Par transport : électromigration, électrophorèse, diffusion, sédimentation